# NGC 4861
NGC 4861 is een balkspiraalstelsel in het sterrenbeeld Jachthonden. Het hemelobject ligt ongeveer 48 miljoen lichtjaar van de Aarde verwijderd en werd op 1 mei 1785 ontdekt door de Duits-Britse astronoom William Herschel.

## Synoniemen
- IC 3961
- MK 59
- UGC 8098
- 1ZW 49
- MCG 6-29-3
- Arp 266
- ZWG 189.5
- KUG 1256+351
- VV 797
- KCPG 362A
- PGC 44536